# Aponogeton subconjugatus
Aponogeton subconjugatus är en enhjärtbladig växtart som beskrevs av Heinrich Christian Friedrich Schumacher och Peter Thonning. Aponogeton subconjugatus ingår i släktet Aponogeton och familjen Aponogetonaceae. IUCN kategoriserar arten globalt som livskraftig. Inga underarter finns listade.